# Schizoporella stelloperforata
Schizoporella stelloperforata is een mosdiertjessoort uit de familie van de Schizoporellidae. De wetenschappelijke naam van de soort is voor het eerst geldig gepubliceerd in 1961 door Kluge.